# Sport Club Corinthians Paulista (basquetbol)
El Corinthians Basquete és la secció de basquetbol del Sport Club Corinthians Paulista de la ciutat de São Paulo.
La secció va ser creada el 1928. La seva millor època fou durant els anys seixanta, en els que fou tres cops campió brasiler.
Antics jugadors han estat Wlamir Marques, Rosa Branca, Ubiratan, Amaury, José Edvar Simões, Marquinhos, i Oscar Schmidt.

## Palmarès
- Campionat brasiler de bàsquet: 
  - 1965, 1966, 1969, 1996
- Campionat sud-americà de clubs de bàsquet:
  - 1965, 1966, 1969